# 鳥取県道280号俵原青谷線
鳥取県道280号俵原青谷線（とっとりけんどう280ごう たわらあおやせん）は、鳥取県東伯郡三朝町から鳥取市に至る一般県道である。

## 概要
東伯郡三朝町大字俵原から鳥取市青谷町青谷に至る。

### 路線データ
- 起点：鳥取県東伯郡三朝町大字俵原（鳥取県道21号鳥取鹿野倉吉線交点）
- 終点：鳥取県鳥取市青谷町青谷（国道9号交点）
- 未開通区間：鳥取県東伯郡三朝町大字俵原 - 鳥取県鳥取市青谷町小畑

## 地理

### 通過する自治体
- 鳥取県
  - 東伯郡三朝町 - 鳥取市

### 交差する道路
| 交差する道路                             | 市町村名 | 市町村名 | 交差する場所 | 交差する場所       |
| ---------------------------------------- | -------- | -------- | ------------ | ------------------ |
| 鳥取県道21号鳥取鹿野倉吉線               | 東伯郡   | 三朝町   | 大字俵原     | 起点               |
| 未開通区間                               |          |          |              |                    |
| 気高広域農道 / 鳥取市道3432300号蔵内本線 | 鳥取市   | 鳥取市   | 青谷町蔵内   |                    |
| 鳥取県道274号青谷停車場井手線            | 鳥取市   | 鳥取市   | 青谷町善田   | 日置川橋西詰交差点 |
| E9 山陰自動車道 / 青谷羽合道路           | 鳥取市   | 鳥取市   | 青谷町青谷   | 5 青谷IC           |
| 鳥取県道261号青谷停車場線                | 鳥取市   | 鳥取市   | 青谷町青谷   | 福井田橋北交差点   |
| 国道9号                                  | 鳥取市   | 鳥取市   | 青谷町青谷   | 終点               |

### 交差する鉄道
- 山陰本線

### 沿線
- 日置郵便局
- 青谷上寺地遺跡
- 鳥取市役所 青谷町総合支所
- 鳥取県立青谷高等学校
- 鳥取市立青谷小学校